# Alfredo Duarte Marceneiro
Alfredo Duarte Marceneiro (Lissabon, 25 februari 1891 – aldaar, 26 juni 1982) was een vertolker van de Portugese fado.

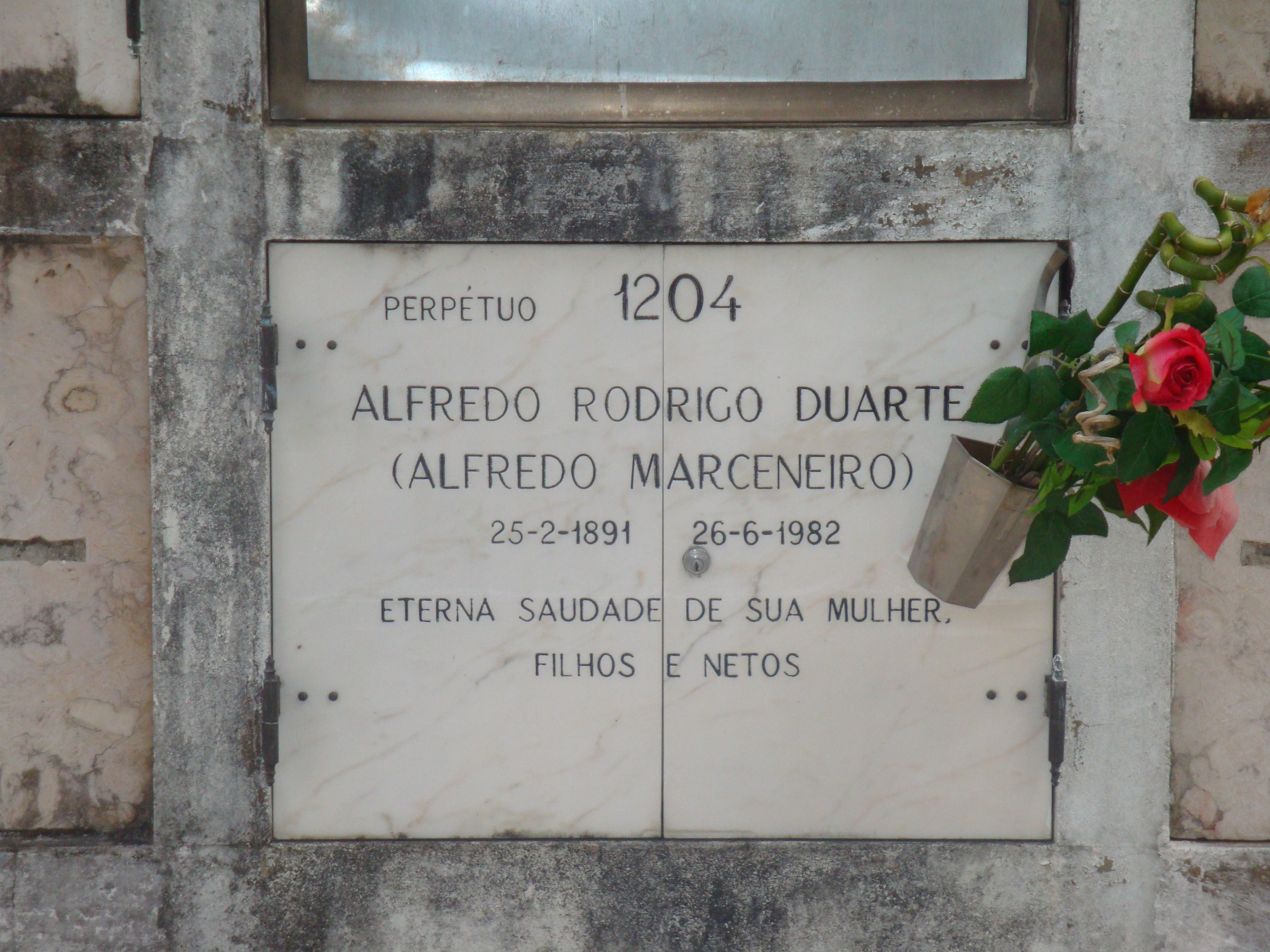
Graf van Alfredo Duarte Marceneiro

## Bekende fado's
Marceneiro (Portugees voor 'schrijnwerker') schreef zelf de muziek, de teksten waren veelal van anderen. De muziek is gewoonlijk een eenvoudige tweekwartsmaat op snaarinstrumenten.
- "A Casa da Mariquinhas" is een van zijn beroemdere vertolkingen (tekst van Silva Tavares). Een opname, in zwart-wit, werd uitgezonden in 2005, op verzoek van VPRO's 'zomergast' Cees Nooteboom.
- "Sinas" (tekst: Henrique Rêgo)
- "Rainha Santa" (tekst: Henrique Rêgo)
- "Moinho Desmantelado" (tekst: Henrique Rêgo)

## Stijl van zingen
Marceneiro's stem is tegen het breken aan. Hij zingt rustig, zelfs eerder vertellend dan zingend. Hij haalt zelden uit met zijn stem en zingt gewoonlijk staande met beide handen in de broekzakken.